# Hrabovec
Hrabovec es un municipio del distrito de Bardejov en la región de Prešov, Eslovaquia, con una población estimada a final del año 2024 de 496 habitantes.
Se encuentra ubicado en el centro-norte de la región, cerca del río Topľa (cuenca hidrográfica del río Tisza) y de la frontera con Polonia.

## Demografía
| Año        | 1994 | 2004     | 2014    | 2024    |
| ---------- | ---- | -------- | ------- | ------- |
| Población  | 451  | 502      | 527     | 496     |
| Diferencia |      | +11,30 % | +4,98 % | −5,88 % |

| Año        | 2023 | 2024    |
| ---------- | ---- | ------- |
| Población  | 495  | 496     |
| Diferencia |      | +0,20 % |